# Luca Palanca
Luca Palanca (Roma, 23 novembre 1970) è un ex arbitro di calcio italiano.
Per la stagione 2014-2015 è presidente del Comitato Regionale Arbitri del Lazio.

## Carriera
Fa parte della Sezione A.I.A. di Roma 1. 
Dopo l'usuale trafila nelle categorie minori, viene promosso nella Commissione Arbitri Nazionale di serie C nel 1998, e dopo aver collezionato 35 presenze in Serie C1 (compresa una finale play-off tra Catania e Messina), compie il grande salto nella Commissione Arbitri Nazionale (Organo Tecnico preposto alla designazioni arbitrali per le gare di Serie A e Serie B).
A partire dalla stagione sportiva 2001-2002, per decisione del designatore Maurizio Mattei. Debutta in Serie A già alla prima stagione in CAN, in occasione della gara Atalanta-Torino. La stagione successiva ottiene il "Premio Giorgio Bernardi", destinato al miglior giovane arbitro debuttante in serie A.
Nel 2004 il suo nome (assieme a quello del collega Marco Gabriele) viene implicato nell'inchiesta relativa al calcioscommesse, lo scandalo che coinvolse alcuni calciatori professionisti. Per questo motivo i due arbitri vengono sospesi in via cautelare dall'AIA: al termine dell'indagine, nessun illecito viene riscontrato a carico dei due direttori di gara, che quindi possono tornare ad arbitrare, scagionati da ogni accusa.
Nel giugno 2007, presenta all'AIA la richiesta per procedere legalmente nei confronti di Luigi Corioni, presidente del Brescia. La querela dell'arbitro si riferisce agli insulti ricevuti al termine di Mantova-Brescia (campionato di serie B) del 31 marzo finita 2-1 per i padroni di casa. "L'arbitro è un deficiente, uno scemo che così non avevo mai visto in quarant'anni di calcio. Spero che venga radiato perché è un disonesto che ha rubato la partita alla nostra squadra", aveva detto Corioni.
Il 4 luglio 2008 viene dismesso dall'organico CAN per normale avvicendamento, dopo aver diretto 40 gare di Serie A.
Nella stagione 2009-2010 è stato vice commissario alla CAI, mentre l'annata successiva è nominato vice commissario alla CAN di serie D. Da Luglio 2014 è presidente del C.R.A. Lazio insieme al vicepresidente Riccardo Tozzi.